# ハーディ空間
数学の複素解析の分野におけるハーディ空間（ハーディくうかん、英: Hardy space）あるいはハーディ級（Hardy class）Hp とは、単位円板あるいは上半平面上のある種の正則函数の空間のことを言う。リース・フリジェシュ (Riesz 1923) によって導入され、その名は論文 (Hardy 1915) の著者であるゴッドフレイ・ハロルド・ハーディにちなむ。実解析におけるハーディ空間は、（超函数の意味で）複素ハーディ空間の正則函数の境界値であるような、実数直線上のある超函数からなる空間で、函数解析学におけるLp空間と関係する。1 ≤ p ≤ ∞ に対し、それら実ハーディ空間 Hp は Lp の部分集合であるが、p < 1 に対して Lp はいくつか望ましくない性質を持つ一方、ハーディ空間はより良い振る舞いをする。
複素数の場合の管状領域上の正則函数や、実数の場合の Rn 上の超函数の空間など、高次元の一般化がいくつか存在する。
ハーディ空間には解析学それ自身において多くの応用が存在すると共に、制御理論（H∞制御理論など）や散乱理論においても多くの応用が存在する。

## 単位円板に対するハーディ空間
開単位円板上の正則函数の空間に対し、ハーディ空間 H2 は、半径 r の円周上の平均二乗値が r → 1 に下から近づいた時に有界となるような函数から構成される空間となる。
より一般に、0 < p < ∞ に対するハーディ空間 Hp は、次を満たす開単位円板上の正則函数 f のクラスとなる：
{\displaystyle \sup _{0<r<1}\left({\frac {1}{2\pi }}\int _{0}^{2\pi }|f(re^{i\theta })|^{p}\;\mathrm {d} \theta \right)^{1/p}<\infty .}
このクラス Hp はベクトル空間である。この不等式の左辺の数は、f に対するハーディ空間の p-ノルムであり、{\displaystyle \|f\|_{H^{p}}} と記述される。これは p ≥ 1 のときはノルムであるが、0 < p < 1 のときはノルムとならない。
H∞ は円板上の有界正則函数からなるベクトル空間として定義され、そのノルムは
{\displaystyle \|f\|_{H^{\infty }}:=\sup _{|z|<1}\left|f(z)\right|}
となる。0 < p ≤ q ≤ ∞ に対し、クラス Hq は Hp の部分集合であり、Hp-ノルムは p について増加である（これは Lp-ノルムが確率測度、すなわち総質量が 1 である測度に対して増加であるというヘルダーの不等式による）。

## 単位円上のハーディ空間
前節で定義されたハーディ空間は、単位円上の複素 Lp 空間の閉線型部分空間と見なすことも出来る。この関係は、以下の定理によって示される(Katznelson 1976, Thm 3.8)：p ≥ 0 に対し f ∈ Hp が与えられるとき、半径に関する極限
{\displaystyle {\tilde {f}}\left(e^{i\theta }\right)=\lim _{r\to 1}f\left(re^{i\theta }\right)}
はほとんど全ての θ に対して存在する。この関数 {\displaystyle {\tilde {f}}} は単位円に対する Lp 空間に属し、次が成立する。
{\displaystyle \|{\tilde {f}}\|_{L^{p}}=\|f\|_{H^{p}}.}
単位円を T と表し、全ての極限函数 {\displaystyle {\tilde {f}}} からなる Lp(T) の線型部分空間を Hp(T) と表す。f が Hp 内で変化するとき、p ≥ 1 に対して次が成り立つ (Katznelson 1976)。
{\displaystyle g\in H^{p}\left(\mathbf {T} \right){\text{ if and only if }}g\in L^{p}\left(\mathbf {T} \right){\text{ and }}{\hat {g}}(n)=0{\text{ for all }}n<0.}
ただし ĝ(n) は単位円上で可積分な函数 g のフーリエ係数であり、次が成り立つ。
{\displaystyle \forall n\in \mathbf {Z} ,\ \ \ {\hat {g}}(n)={\frac {1}{2\pi }}\int _{0}^{2\pi }g\left(e^{i\phi }\right)e^{-in\phi }\,\mathrm {d} \phi .}
空間 Hp(T) は Lp(T) の閉部分空間である。1 ≤ p ≤ ∞ に対して Lp(T) はバナッハ空間であるため、Hp(T) もまた同様にバナッハ空間となる。
上述の議論は逆も成り立つ。p ≥ 1 に対して函数 {\displaystyle {\tilde {f}}} ∈ Lp(T) が与えられるとき、ポアソン核 Pr を用いて単位円板上の正則函数 f を次のように再構成することが出来る：
{\displaystyle f\left(re^{i\theta }\right)={\frac {1}{2\pi }}\int _{0}^{2\pi }P_{r}(\theta -\phi ){\tilde {f}}\left(e^{i\phi }\right)\,\mathrm {d} \phi ,\quad r<1.}
そして {\displaystyle {\tilde {f}}} が Hp(T) に属しているなら、f は Hp に属す。{\displaystyle {\tilde {f}}} は Hp(T) 内にある、すなわち {\displaystyle {\tilde {f}}} は、全ての n < 0 に対して an = 0 を満たすフーリエ係数 (an)n∈Z を持つと仮定する。このとき、{\displaystyle {\tilde {f}}} と関連するハーディ空間 Hp の元 f は、次の正則函数である。
{\displaystyle f(z)=\sum _{n=0}^{\infty }a_{n}z^{n},\ \ \ |z|<1.}
応用の場面では、これら負のフーリエ係数が消失している函数は通常、因果解（causal solution）と解釈される。したがって空間 H2 は自然に L2 空間の内側にあり、N によって添え字付けられる無限列として表される。一方、L2 は Z によって添え字付けられる両側無限列（bi-infinite sequence）から構成される。

### 円上の実ハーディ空間との関連
1 ≤ p < ∞ のとき、後述の実ハーディ空間 Hp は現在の文脈で容易に表現することが出来る。単位円上の実函数 f は、それが Hp(T) 内のある函数の実部であるなら、実ハーディ空間 Hp(T) に属する。また複素函数 f が実ハーディ空間に属するための必要十分条件は、Re(f) および Im(f) がその空間に属することである（後述の実ハーディ空間に関する節を参照されたい）。
p < 1 に対し、フーリエ係数やポアソン積分、共役函数のような道具はもはや有効ではない。例えば、
{\displaystyle F(z)={\frac {1+z}{1-z}},\quad |z|<1}
と
{\displaystyle f(e^{i\theta }):={\tilde {F}}(e^{i\theta })=i\,\cot({\tfrac {\theta }{2}})}
を考える。函数 F は全ての p < 1 に対して Hp に含まれ、半径に関する極限 f は Hp(T) 内にあるが Re(f) はほとんど至る所で 0 とする。Re(f) から F を得ることはもはや出来なく、上述のような簡単な方法で実 Hp(T) を定義することは出来ない。
同じ函数 F に対し、fr(eiθ) = F(reiθ) とする。r → 1 としたときの Re(fr) の超函数の意味での円上の極限は、z = 1 でのデルタ超函数の非ゼロの倍数に等しい。単位円上の任意の点でのデルタ超函数は、全ての p < 1 に対して実 Hp(T) に属する（後述の議論を参照）。

## 内函数と外函数への因数分解（バーリング）
0 < p ≤ ∞ に対し、Hp 内の全ての非ゼロ函数 f は、以下で定義される外函数（outer function）G と内函数（inner function）h の積 f = Gh で表すことが出来る (Rudin 1987, Thm 17.17)。このバーリング因数分解は、ハーディ空間を内函数と外函数の空間によって完全に特徴付けることを許す。
G(z) は次の形状を取るとき、外函数と呼ばれる。
{\displaystyle G(z)=c\,\exp \left({\frac {1}{2\pi }}\int _{-\pi }^{\pi }{\frac {e^{i\theta }+z}{e^{i\theta }-z}}\log \!\left(\varphi \!\left(e^{i\theta }\right)\right)\,\mathrm {d} \theta \right).}
ただし c は |c| = 1 であるような複素数で、φ は log(φ) が単位円上で可積分であるような正の可測函数である。特に φ も単位円上で可積分であるなら、上式がポアソン核の形状を取るため、G は H1 に含まれる。このことは、ほとんど全ての θ に対して
{\displaystyle \lim _{r\to 1^{-}}\left|G\left(re^{i\theta }\right)\right|=\varphi \left(e^{i\theta }\right)}
が成立することを意味する。
h(z) が内函数であるとは、単位円板上で |h(z)| ≤ 1 を満たし、ほとんど全ての θ に対して極限
{\displaystyle \lim _{r\to 1^{-}}h(re^{i\theta })}
が存在し、その母数が 1 に等しいことを言う。特に、h は H∞ に含まれる。内函数はさらに、ブラシュケ積を含む形へ分解することが出来る。
f = Gh と分解される函数 f が Hp 内にあるための必要十分条件は、外函数 G の式に現れる正の函数 φ が Lp(T) に属することである。
G を、単位円上の函数 φ によって上述のように表現される外函数とする。α > 0 に対して φ を φα に置き換えることで、次の性質を満たす外函数の族 (Gα) を得ることが出来る。
G1 = G, Gα+β = Gα Gβ  and |Gα| = |G|α almost everywhere on the circle.

## 単位円上の実変数の手法
Rn 上で定義される「実ハーディ空間」（後述）の研究と主に関連する実変数の手法もまた、単位円に関するより簡単な枠組みにおいて用いられる。その手法は、それら「実」空間における複素函数（あるいは超函数）に対する実践的なものである。以下の定義では、実数および複素数の場合を区別しない。
Pr を単位円 T 上のポアソン核とする。単位円上の超函数 f に対して、次を定める。
{\displaystyle (Mf)(e^{i\theta })=\sup _{0<r<1}\left|(f*P_{r})\left(e^{i\theta }\right)\right|.}
ここで「スター」の記号は、単位円上での超函数 f と函数 eiθ → Pr(θ) の畳み込みを表す。すなわち、(f ∗ Pr)(eiθ) は、単位円上で
{\displaystyle e^{i\varphi }\rightarrow P_{r}(\theta -\varphi )}
と定義される C∞-函数についての f の作用の結果である。0 < p < ∞ に対し、実ハーディ空間 Hp(T) は M f  が Lp(T) に属するような超函数 f より構成される。
単位円上で F(reiθ) = (f ∗ Pr)(eiθ) で定義される函数 F は調和的であり、M f  は F の半径極大函数（radial maximal function）である。M f  が Lp(T) に属し、p ≥ 1 であるとき、超函数 f  は Lp(T) の函数、すなわち、F の境界値である。p ≥ 1 に対し、実ハーディ空間 Hp(T) は Lp(T) の部分空間である。

### 共役函数
単位円上のすべての実三角多項式 u に対し、u + iv が単位円板内の正則函数となるように拡張できる実共役多項式 v を次のように定義できる。
{\displaystyle u(e^{i\theta })={\frac {a_{0}}{2}}+\sum _{k\geq 1}a_{k}\cos(k\theta )+b_{k}\sin(k\theta )\longrightarrow v(e^{i\theta })=\sum _{k\geq 1}a_{k}\sin(k\theta )-b_{k}\cos(k\theta ).}
この写像 u → v は、1 < p < ∞ のときには Lp(T) 上の有界線型作用素 H へと拡張される（スカラー倍を除き、それは単位円上のヒルベルト変換である）。また H は L1(T) を弱-L1(T) にも写す。1 ≤ p < ∞ のとき、単位円上の実数値可積分函数 f に対して、以下は同値である。
- 函数 f はある函数 g ∈ Hp(T) の実部；
- 函数 f とその共役 H(f) は Lp(T) に属する；
- 半径極大函数 M f  は Lp(T) に属する。

1 < p < ∞ のとき、f ∈ Lp(T) であるなら H(f) は Lp(T) に属し、したがって実ハーディ空間 Hp(T) はこの場合 Lp(T) と一致する。p = 1 に対し、実ハーディ空間 H1(T) は L1(T) の真部分空間となる。
L∞ 函数の極大函数 M f  は常に有界であり、実 H∞ が L∞ と等しくなることは望まれていないため、p = ∞ の場合は実ハーディ空間の定義から除外することが出来る。しかし、実数値函数 f に対して次の二つの性質は同値となる。
- 函数 f  がある函数 g ∈ H∞(T) の実部；
- 函数 f  とその共役 H(f) が L∞(T) に属する。

### 0 <p< 1 に対する実ハーディ空間
0 < p < 1 のとき、Lp の凸性の欠如により、Hp 内の函数 F は単位円上の境界極限函数の実部によって再構成することが出来ない。凸性は満たされないが、ある種の複素凸性、すなわち z → |z|q がすべての q > 0 に対して劣調和的となるという性質は満たされる。したがって、
{\displaystyle F(z)=\sum _{n=0}^{+\infty }c_{n}z^{n},\quad |z|<1}
が Hp に属するのであれば、cn = O(n1/p–1) であることが示される。フーリエ級数
{\displaystyle \sum _{n=0}^{+\infty }c_{n}e^{in\theta }}
は超函数の意味である単位円上の超函数 f に収束し、F(reiθ) =(f ∗ Pr)(θ) となる。F のテイラー係数 cn は Re(f) のフーリエ係数より計算することが出来るので、函数 F ∈ Hp は単位円上の実超函数 Re(f) によって再構成される。すなわち p < 1 であれば、単位円上の超函数は一般にハーディ空間を扱う上で十分なものとなる。1 以上の自然数 N に対し、0 < N p < 1 であるなら、函数 F(z) = (1−z)–N（|z| < 1）に見られるように、超函数は Hp に属する。
単位円上の実超函数が実-Hp(T) に属するための必要十分条件は、それがある F ∈ Hp の実部の境界値であることである。単位円上の任意の点 x でのディラック超函数 δx は、すべての p < 1 に対して実-Hp(T) に属する。p < 1/2 であれば微分 δ′x が属し、p < 1/3 であれば二階微分 δ′′x が属する。以下、同様のことが成り立つ。

## 上半平面に対するハーディ空間
円板以外の領域の上でもハーディ空間を定義することは可能で、複素半平面（通常は右半平面あるいは上半平面）上のハーディ空間が多くの応用の場面で用いられている。
上半平面 H 上のハーディ空間 Hp(H) は、H 上の正則函数 f からなる空間で、次の有界（準）ノルムを備えるものとして定義される。
{\displaystyle \|f\|_{H^{p}}=\sup _{y>0}\left(\int |f(x+iy)|^{p}\,\mathrm {d} x\right)^{\frac {1}{p}}.}
これに対応する H∞(H) は、次で与えられる有界ノルムを備える函数からなる空間として定義される。
{\displaystyle \|f\|_{H^{\infty }}=\sup _{z\in \mathbf {H} }|f(z)|.}
単位円板 D と上半平面 H は、メビウス変換の意味で一方から他方へ写すことが可能となるが、ハーディ空間に対する領域としてそれらは交換可能ではない。この違いの原因は、単位円は有限（1次元）ルベーグ測度を持つが、実数直線は持たないという事実にある。しかし、H2 に対しては、依然として次の定理が成り立つ。メビウス変換 m : D → H で次を満たすものが与えられたとする。
{\displaystyle m(z)=i\cdot {\frac {1+z}{1-z}}.}
このとき、等長同型 M : H2(H) → H2(D) で、次を満たすものが存在する。
{\displaystyle (Mf)(z)={\frac {\sqrt {\pi }}{1-z}}f(m(z)).}

## Rnに対する実ハーディ空間
実ベクトル空間 Rn 上の解析において、ハーディ空間 Hp（0 < p ≤ ∞）は、∫Φ = 1 を満たすあるシュワルツ函数 Φ に対して極大函数
{\displaystyle (M_{\Phi }f)(x)=\sup _{t>0}|(f*\Phi _{t})(x)|}
が Lp(Rn) に属するような、緩増加超函数 f によって構成される。ここで ∗ は畳み込みを表し、Φt (x) = t −nΦ(x / t) である。Hp 内の超函数 f の Hp-準ノルム ||f ||Hp は、MΦf の Lp ノルムとして定義される（これは Φ の選択に依存するが、異なるシュワルツ超函数 Φ を選んでも同値なノルムが与えられる）。Hp-準ノルムは p ≥ 1 のときノルムであるが、p < 1 のときはノルムではない。
1 < p < ∞ であるなら、ハーディ空間 Hp は Lp と等しいベクトル空間で、同値なノルムを持つ。p = 1 のとき、ハーディ空間 H1 は L1 の真部分集合である。L1 において有界であるが、H1 において非有界であるような列 H1 を見つけることが出来る。例えば、実数直線上の以下の函数が挙げられる。
{\displaystyle f_{k}(x)=\mathbf {1} _{[0,1]}(x-k)-\mathbf {1} _{[0,1]}(x+k),\ \ \ k>0.}
L1 と H1 のノルムは H1 上で同値ではなく、H1 は L1 において閉ではない。H1 の双対は、有界平均振動の函数の空間 BMO である。空間 BMO は非有界な函数を含む（これは再び、H1 が L1 において閉でないことを意味する）。
p < 1 であるなら、ハーディ空間 Hp は函数ではない元を持ち、その双対は次数 n(1/p − 1) の同次リプシッツ空間である。p < 1 のとき、Hp-準ノルムは劣加法的ではないため、ノルムではない。p次のベキ ||f ||Hpp は p < 1 のとき劣加法的であり、ハーディ空間 Hp 上のある距離を定義する。それは位相を定義し、Hp を完備距離空間にする。

### 原子分解
0 < p ≤ 1 のとき、コンパクトな台を持つ有界可測函数 f がハーディ空間 Hp に属するための必要十分条件は、その次数 i1+ ... +in が高々 n(1/p − 1) であるすべてのモーメント
{\displaystyle \int _{\mathbf {R} ^{n}}f(x)x_{1}^{i_{1}}\ldots x_{n}^{i_{n}}\,\mathrm {d} x}
が消失することである。例えば、f ∈ Hp, 0 < p ≤ 1 であるためには f の積分は消失する必要がある。p > n / (n+1) であるなら、その消失は十分条件となる。
さらに f がある球 B に台を持ち、|B|−1/p によって有界であるなら、f は Hp-原子 と呼ばれる（ここで |B| は Rn における B のユークリッド体積を表す）。任意の Hp-原子の Hp-準ノルムは、p およびシュワルツ函数 Φ にのみ依存する定数によって有界となる。
0 < p ≤ 1 のとき、Hp の任意の元 f には、Hp-原子の収束無限結合である次の原子分解が存在する。
{\displaystyle f=\sum c_{j}a_{j},\ \ \ \sum |c_{j}|^{p}<\infty .}
ここで aj は Hp-原子であり、cj はスカラーである。
例えば、ディラック超函数の差 f = δ1−δ0 は、1/2 < p < 1 のとき Hp-準ノルムにおいて収束であるようなハール函数の級数として表現できる（単位円上で、対応する表現は 0 < p < 1 に対して有効となるが、実数直線上ではハール函数は p ≤ 1/2 のときには Hp に属さない。これはなぜならば、それらの極大函数は無限大において、ある a ≠ 0 に対する a x–2 と同値となるからである）。

## Hpに対するマルチンゲール
(Mn)n≥0 をある確率空間 (Ω, Σ, P) 上の、σ-体の増加列 (Σn)n≥0 に関するマルチンゲールとする。簡単のために、Σ はその列 (Σn)n≥0 によって生成される σ-体と等しいものと仮定する。そのマルチンゲールの極大函数は、次で定義される。
{\displaystyle M^{*}=\sup _{n\geq 0}\,|M_{n}|.}
1 ≤ p < ∞ とする。マルチンゲール (Mn)n≥0 は M* ∈ Lp のとき、マルチンゲール-Hp に属する。
M* ∈ Lp であるなら、マルチンゲール (Mn)n≥0 は Lp 内で有界であり、したがってドゥーブのマルチンゲール収束定理によってほとんど確実にある函数 f に収束する。さらに優収束定理によって、Mn は Lp-ノルムにおいて f に収束するため、Mn は Σn 上での f の条件付き期待値として表現される。したがってマルチンゲール-Hp を、マルチンゲール
{\displaystyle M_{n}=E{\bigl (}f|\Sigma _{n}{\bigr )}}
がマルチンゲール-Hp に属するようなそれら f からなる Lp(Ω, Σ, P) の部分空間として認識することが出来る。
ドゥーブの極大不等式によると、マルチンゲール-Hp は 1 < p < ∞ のとき Lp(Ω, Σ, P) と一致する。興味深い空間として、双対がマルチンゲール-BMO であるようなマルチンゲール-H1が挙げられる (Garsia 1973)。
（p > 1 のときの）バークホルダー＝ガンディ不等式や、（p = 1 のときの）バージェス＝デービス不等式は、極大函数の Lp-ノルムを、マルチンゲールの自乗函数
{\displaystyle S(f)=\left(|M_{0}|^{2}+\sum _{n=0}^{\infty }|M_{n+1}-M_{n}|^{2}\right)^{\frac {1}{2}}}
と関連付ける。マルチンゲール-Hp は、S(f)∈ Lp とすることで定義することが出来る (Garsia 1973)。
連続時間パラメータを伴うマルチンゲールもまた考慮することが出来る。古典的理論との直接的な関連は、複素平面内の複素ブラウン運動 (Bt) で、点 z = 0 を時間 t = 0 に出発するものを通じて得ることが出来る。τ を単位円への到達時刻とする。単位円板内の任意の正則函数 F に対して、
{\displaystyle M_{t}=F(B_{t\wedge \tau })}
がマルチンゲール-Hp に属するマルチンゲールであるための必要十分条件は、F ∈ Hp である(Burkholder, Gundy & Silverstein 1971)。

### 例：二次項マルチンゲール-H1
ここでは例として、Ω = [0, 1] とし、任意の n ≥ 0 に対して長さ 2−n の 2n 個の区間への [0, 1] の二次項分割によって生成される有限体を Σn とする。[0, 1] 上の函数 f が、ハールシステム (hk) 上の展開
{\displaystyle f=\sum c_{k}h_{k},}
によって表されるなら、f のマルチンゲール-H1 ノルムは自乗函数の L1 ノルム
{\displaystyle \int _{0}^{1}{\Bigl (}\sum |c_{k}h_{k}(x)|^{2}{\Bigr )}^{\frac {1}{2}}\,\mathrm {d} x}
によって与えられる。この空間はしばしば H1(δ) と表記され、単位円上で古典的実 H1 空間と同型となる(Müller 2005)。ハールシステムは、H1(δ) に対する無条件基底である。